# Dunbaria podocarpa
Dunbaria podocarpa är en ärtväxtart som beskrevs av Wilhelm Sulpiz Kurz. Dunbaria podocarpa ingår i släktet Dunbaria och familjen ärtväxter. Inga underarter finns listade i Catalogue of Life.